# 1911 (película)
1911 es una película china de drama histórico estrenada en 2011. La película es un tributo al aniversario número 100 de la Revolución Xinhai y también es la película número 100 en la carrera del actor Jackie Chan. Además de protagonizarla, Chan también es el productor ejecutivo y codirector de la cinta. 1911 fue seleccionada para abrir la edición número 24 del Festival Internacional de Cine de Tokio. La cinta ha recibido críticas generalmente negativas, con un escaso 9% de nivel aprobatorio en el sitio de Internet Rotten Tomatoes.

## Sinopsis
La historia sigue de cerca los acontecimientos clave de la Revolución de Xinhai, enfocándose en Huang Xing y Sun Yat-sen. Comienza con el Levantamiento de Wuchang de 1911 y sigue a través de acontecimientos históricos como el Segundo Levantamiento de Guangzhou el 27 de abril de 1911, la muerte de los 72 mártires, la elección de Sun Yat-sen como presidente provisional de la nueva República Provisional de China, la abdicación del último emperador de la dinastía Qing, Puyi el 12 de febrero de 1912 y cuando Yuan Shikai se convierte en el nuevo presidente provisional en Beijing el 10 de marzo de 1912.

## Reparto
| Actor          | Personaje        |
| -------------- | ---------------- |
| Jackie Chan    | Huang Xing       |
| Winston Chao   | Sun Yat-sen      |
| Li Bingbing    | Xu Zonghan       |
| Sun Chun       | Yuan Shikai      |
| Jaycee Chan    | Zhang Zhenwu     |
| Hu Ge          | Lin Juemin       |
| Yu Shaoqun     | Wang Jingwei     |
| Huang Zhizhong | Situ Meitang     |
| Jiang Wu       | Li Yuanhong      |
| Ning Jing      | Qiu Jin          |
| Jiang Wenli    | Soong Ching-ling |
| Mei Ting       | Chen Yiying      |
| Xing Jiadong   | Song Jiaoren     |
| Hu Ming        | Liao Zhongkai    |
| Wei Daxun      | Wu Yuzhang       |
| Wang Ziwen     | Tang Manrou      |